# 프랭키 드레이크 미스터리
《프랭키 드레이크 미스터리》(영어: Frankie Drake Mysteries)는 2017년부터 2021년까지 방영된 캐나다의 범죄 드라마이다.